# テオドロス・プラキス
テオドロス・プラキス（ギリシャ語: Θεόδωρος Πουλάκης, ラテン文字転写: Theodoros Poulakis、1622年 - 1692年）は、ギリシャの画家。

## 略歴
クレタ島のハニアで生まれた。クレタ島は1640年代後半に、オスマン帝国の支配地になったので、ヴェネツィアで学び、働いた後、他の多くのクレタ出身者と同じように、ギリシャ語が話される領域としては、オスマン帝国の支配を免れてヴェネツィアが支配していたイオニア諸島に住んだ。クレタ島の絵の伝統をイオニアの画家に伝えた。イオニア諸島のケルキラ島で没した。

## 作品

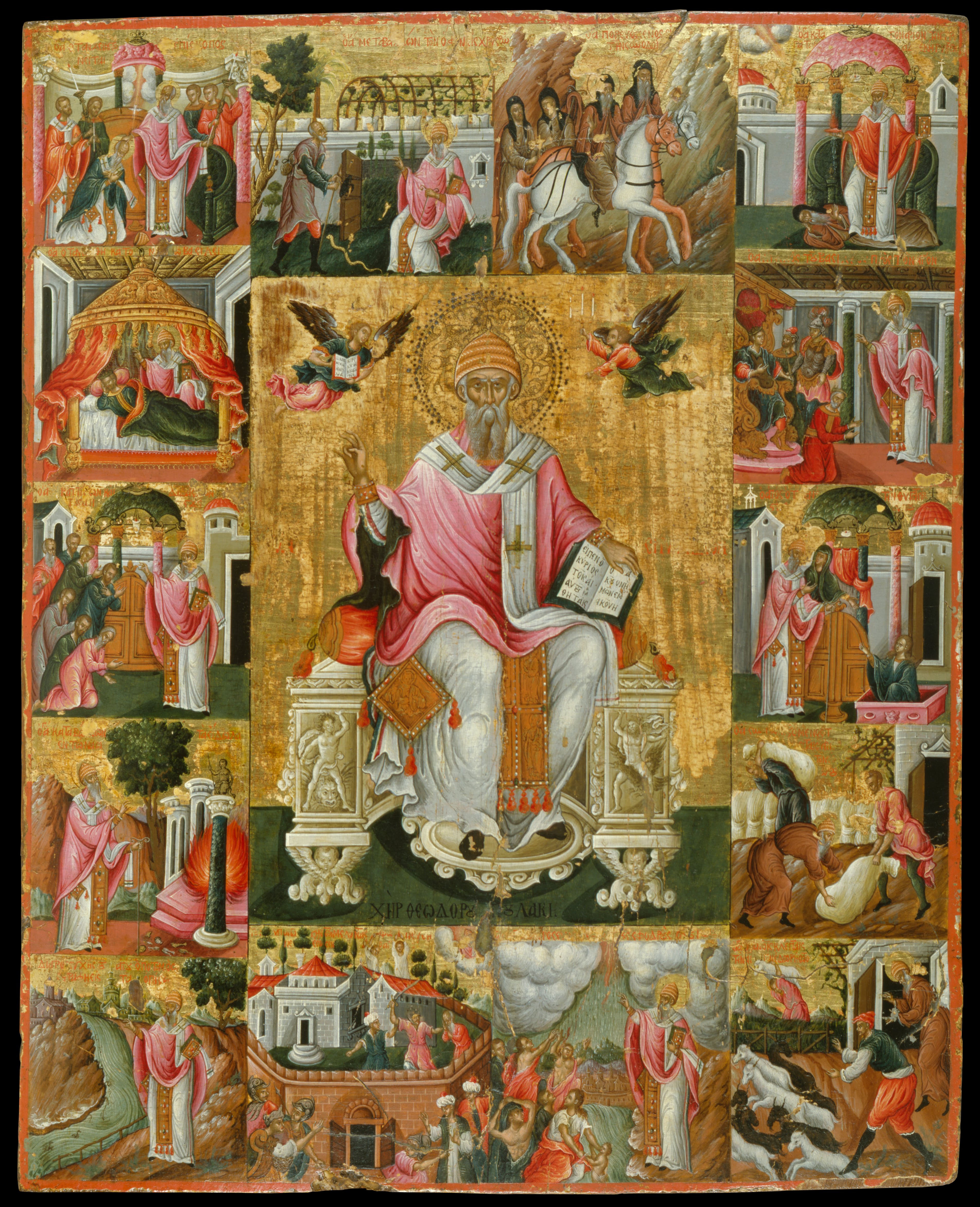
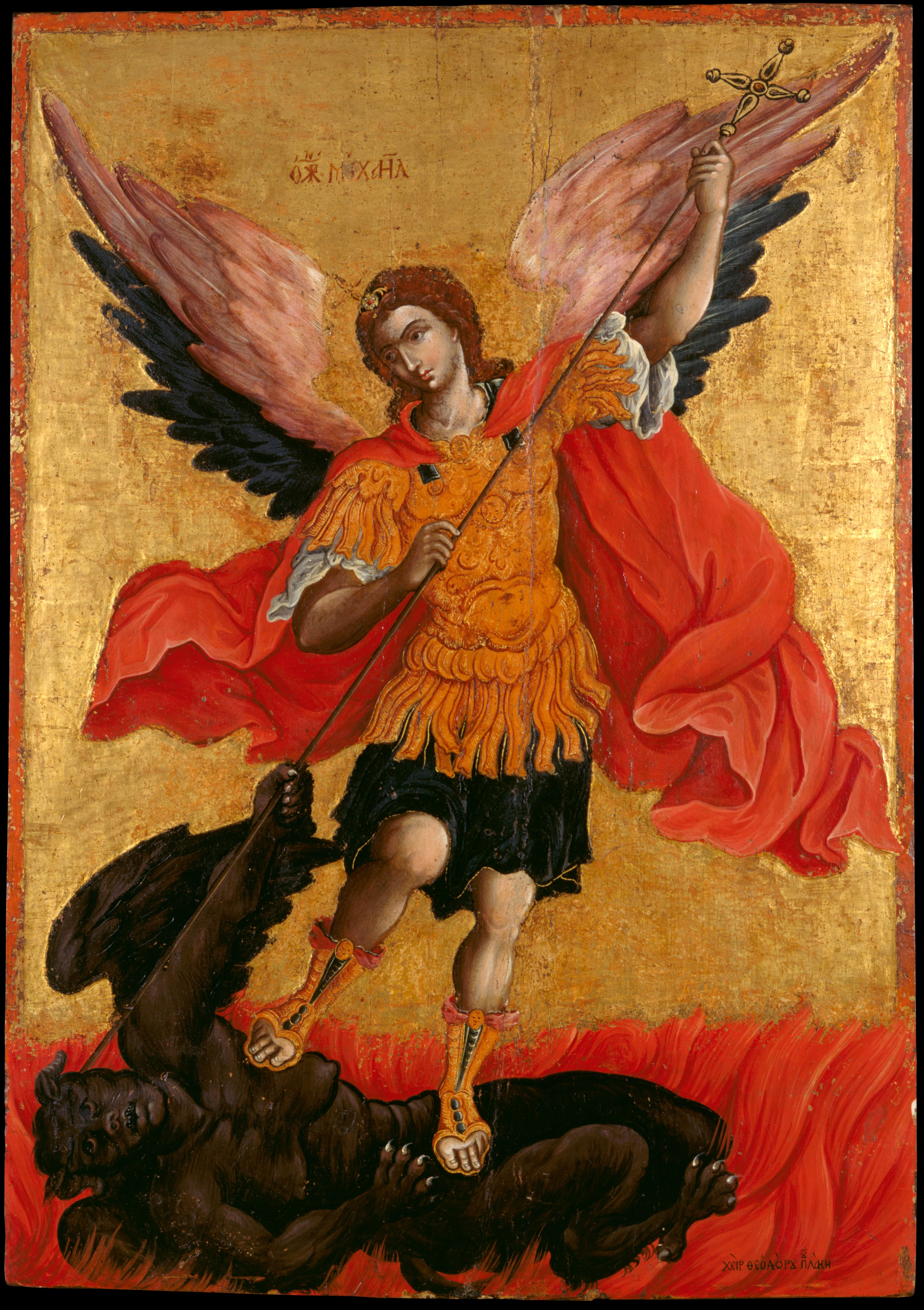
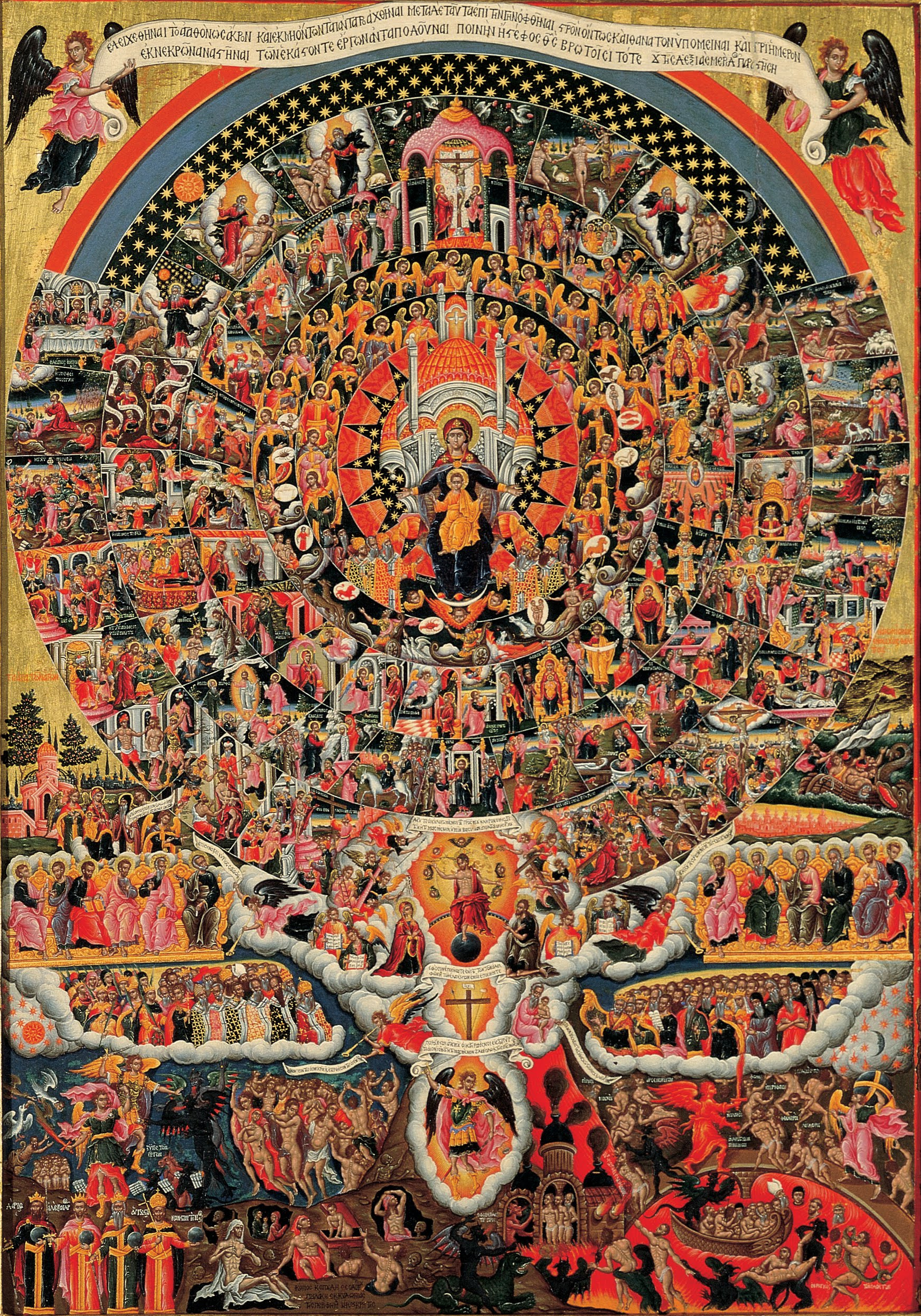